# Người Lưu Cầu
Người Lưu Cầu (Ryukyu) hay người  Lewchew (琉球民族 Ryūkyū minzoku,  Okinawa: Ruuchuu minzuku) là dân tộc bản địa ở quần đảo Lưu Cầu nằm giữa Kyushu và Đài Loan. Các phân nhóm người Lưu Cầu được công nhận rộng rãi là người Amami, Okinawa, Miyako, Yaeyama và Yonaguni. Về mặt địa lý, họ sống cả ở Okinawa và Kagoshima. Các thứ tiếng của họ tạo thành nhóm ngôn ngữ Lưu Cầu, là một trong hai nhánh của ngữ hệ Nhật Bản (nhánh còn lại là tiếng Nhật).

## Lịch sử

### Buổi đầu lịch sử
Các tài liệu ghi chép lịch sử bằng tiếng Hán lần đầu nhắc đến quần đảo Lưu Cầu là vào thế kỷ VI-VII (thời nhà Tùy). Các chi tiết cụ thể về các chuyến hải hành thời kỳ này vẫn chưa được biết đến, và người ta cho rằng người Lưu Cầu được người Trung Quốc nói đến bao gồm cả quần đảo Lưu Cầu và Đài Loan ngày nay.

### Lịch sử hiện đại
Vào đầu thế kỷ XVII, vương quốc Lưu Cầu bị phiên Satsuma của Kyūshū xâm chiếm. Phiên Satsuma duy trì vương quốc này tồn tại trên danh nghĩa vì những lợi ích thương mại với Trung Quốc, cho dù quần đảo Amami hoàn toàn nằm dưới sự kiểm soát của Satsuma. Dưới thời Minh Trị, vương quốc này bị xóa sổ hoàn toàn và tỉnh Okinawa được thành lập.
Sau thế chiến thứ hai, quần đảo Lưu Cầu cũng như quần đảo Nhật Bản bị chiếm đóng bởi Hoa Kỳ nhưng Hoa Kỳ vẫn tiếp tục kiểm soát Okinawa ngay cả sau hiệp ước San Francisco năm 1951, có hiệu lực ngày 28 tháng 4 năm 1952.